# 中原银行

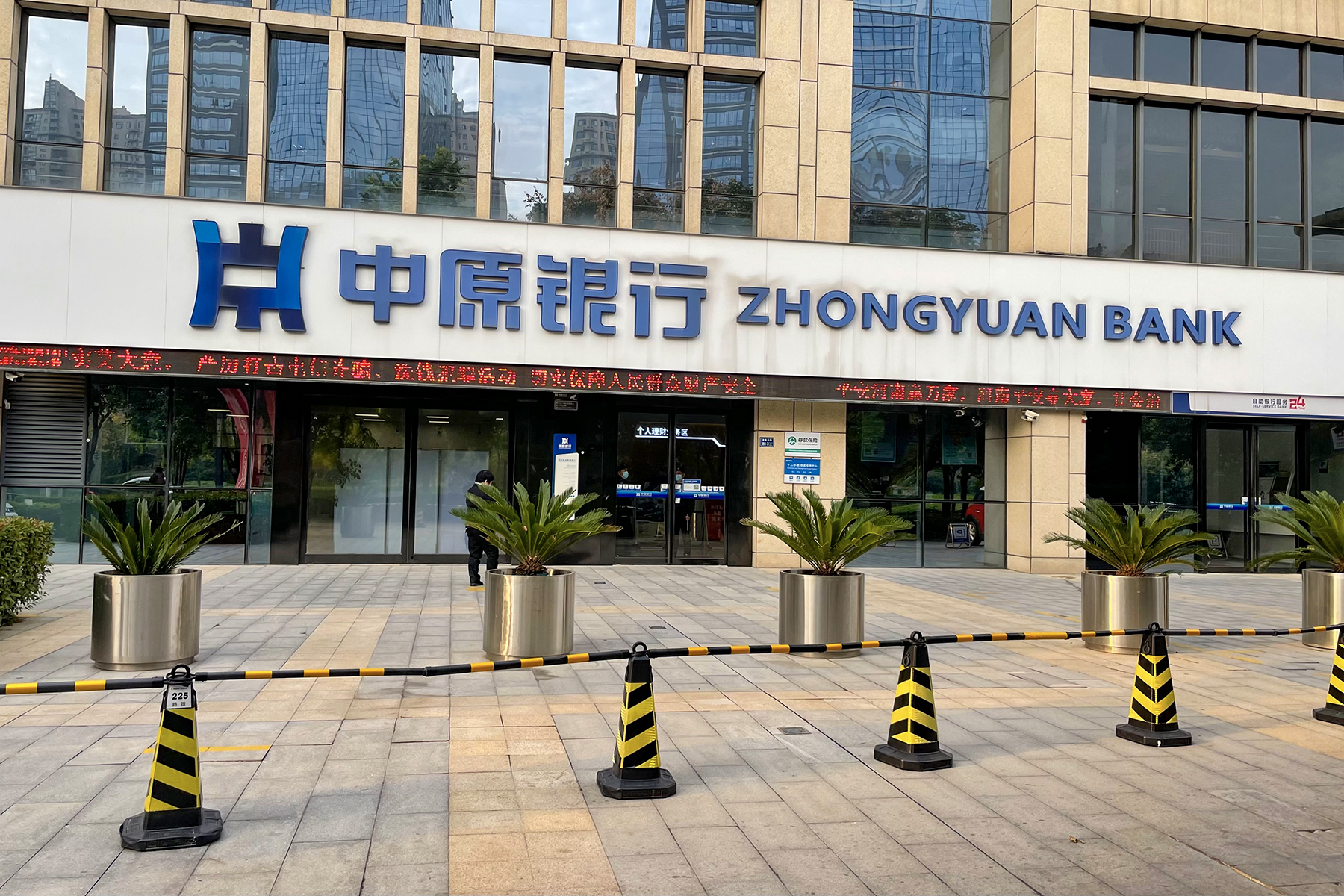
位于郑州市金水东路的一家中原银行

中原银行（英語：Zhongyuan Bank；港交所：1216，港交所：4617（优先股）），总部位于河南省郑州市郑东新区中科金座，是在河南省十三家城市商业银行的基础上筹备组建的省级银行，2014年底获中国银监会批准。

## 资产
- 洛阳银行股份有限公司
- 平顶山银行股份有限公司
- 焦作中旅银行股份有限公司
- 河南中原消费金融股份有限公司
- 林州德丰村镇银行
- 卢氏德丰村镇银行
- 濮阳中原村镇银行
- 淇县中原村镇银行
- 遂平恒生村镇银行
- 襄城汇浦村镇银行
- 新乡新兴村镇银行
- 信阳平桥村镇银行
- 西平财富村镇银行
- 邦銀金融租賃有限公司90%

## 组建历程
中国的信贷资源向沿海发达地区倾斜严重，而急需资金的欠发达地区（如河南省），得不到及时的资金支持。在2005年4月一次行业会上，河南省相关人士提出组建中原银行。
2005年6月，河南省出台《关于构建区域性金融中心的意见》明确提出建立中原发展银行，由郑州、洛阳、焦作、开封等地的商业银行重组，但未能实施。2007年11月5日，河南省政府发布的《郑州区域性金融中心建设规划纲要》中关于中原银行的规划因随后国际金融危机爆发而被搁置。
在2013年中国全国两会上，来自河南省企业界和金融界的代表再次呼吁设立服务中原经济区建设的中原银行。2013年4月11日，河南省政府《关于印发2013年河南省金融工作专项方案的通知》中提到要积极组建地方法人金融机构，研究组建省级银行模式。
2017年7月19日中原銀行成功在香港交易所掛牌交易，每股招股價2.45港元，發行33億股H股(包括社保基金出售3億股舊股)，並已引入三個基石投資者合共認購約16.22億股，集資71.15億港元。2019年2月19日中原銀行與河南萬松建設工程有限公司成功以47.35億元人民幣於上海聯合產權交易所舉辦的公開掛牌程序中投得安邦保險旗下邦銀金融租賃有限公司100%。
2021年10月27日，中原银行发布公告，其董事会通过拟由本行吸收合并洛阳银行股份有限公司、平顶山银行股份有限公司及焦作中旅银行股份有限公司。

## 定位特色
为中原经济区建设提供金融支持，服务“三农”、小微企业，支持产业集聚区、新型城镇化和新农村建设。在业务战略上，中原银行将构建传统银行、创新银行和未来银行。中原银行不单单依靠传统物理网点和人力投入实现业务扩张，而是通过金融产品互联网化，实现金融服务的“线上线下一体化”。中原银行拟以先进科技为支撑与手机制造商、移动服务提供商、互联网金融公司以及电子商务公司合作，适时成立金融产品创新实验室。

## 丑闻
2018年10月中原银行漯河分行因违规掩盖信贷资产质量等被罚70万元（漯银监罚决字〔2018〕5号）。
2018年7月中国银保监会对中原银行股份有限公司新乡分行作出罚款人民币50万元的行政处罚决定，理由是办理无真实贸易背景银行承兑汇票业务、发放“存贷挂钩”贷款（新银监罚决字〔2018〕3号）。
2018年3月中原银行郑州分行又因上月原因收到10万元罚单。
2018年2月中原银行郑州分行因为个人综合消费贷款被挪用于“购房首付”，违规向借款人发放虚假按揭贷款，调查审查失职、虚增存贷款，被罚款90万元（豫银监罚决字〔2018〕12号）。因调查审查失职、虚增存贷款对王朝向、许西莲提出警告。
中原银行股份有限公司郑州花园路支行因信贷资金违规流入股市被罚款50万元，郑蕊艳因其对该事件负有管理责任，被处以5万元罚款。
2018年1月中原银行股份有限公司商丘分行因违规办理无真实贸易背景的银行承兑及贴现业务、发放流动资金贷款用于固定资产建设，严重违反审慎经营规则，收到40万元罚单，该分行负责人杨进乐也被罚款5万元。
因通过“卖断+买断”的方式，假卖断真出表，部分票据交易无背书，河南银监局开封分局对中原银行开封分行做出罚款人民币20万元的行政处罚决定。
中原银行许昌分行颍昌路支行因贷款资金违规流向房地产企业被河南银监局许昌分局处以罚款人民币20万元的行政处罚。